# Dino Gifford
Dino Gifford (Livorno, 6 de enero de 1917 - Florencia, 5 de noviembre de 2013) fue un jugador de fútbol profesional italiano que jugaba en la demarcación de centrocampista.

## Biografía
Dino Gifford debutó como futbolista profesional en 1936 a los 19 años de edad con el FC Esperia Viareggio. Tras una temporada fichó por el AS Livorno Calcio. También jugó para el Modena FC, con quien ganó la Serie B en 1939 y ascendió a la máxima categoría italiana, Molinella Calcio 1911, SS Signa 1914 y para el L'Aquila Calcio 1927, club en el que se retiró en 1942.

## Clubes
| Club                  | País   | Año         | Partidos | Goles |
| --------------------- | ------ | ----------- | -------- | ----- |
| FC Esperia Viareggio  | Italia | 1936 - 1937 | 23       | 1     |
| AS Livorno Calcio     | Italia | 1937 - 1938 | 4        | 0     |
| Modena FC             | Italia | 1938 - 1939 | 13       | 0     |
| Molinella Calcio 1911 | Italia | 1939 - 1940 | 10       | 0     |
| SS Signa 1914         | Italia | 1940 - 1941 | 11       | 4     |
| L'Aquila Calcio 1927  | Italia | 1941 - 1942 | ¿?       | ¿?    |

## Palmarés
Modena FC
- Serie B: 1939